# Pont Chahrestan
Le pont Chahrestan (persan : پل شهرستان ou Pol-e Chahrestan) traverse le fleuve Zayandeh rud à Ispahan en Iran.

## Description
Le pont Chahrestan est l'un des onze ponts d'Ispahan sur le Zayandeh rud. Il est l'un des trois ponts les plus renommés de la ville avec le Si-o-se Pol et le Pol-e Khaju. Il est le plus ancien et le plus en aval des trois.
Le pont est constitué de treize arches sur une longueur de cent quarante mètres pour quatre mètres et demi de large.
Les arches sont complétées par des ouvertures en forme de feuille dans les piles pour permettre un débit plus important par temps de crue. Il s'agit probablement d'un emprunt aux anciennes techniques romaines de construction de ponts. Le pont Chahrestan est, avec les deux autres ponts cités ci-dessus, une merveille architecturale de son époque. L'ouvrage est situé à environ trois kilomètres à l'Est du pont Khaju et constitue la limite de la ville d'Ispahan. La construction effondrée située au Nord du pont servait vraisemblablement de poste de douane.
Le pont relie le village de Chahrestan, duquel il porte le nom, avec la région agricole de la rive Sud. Il est actuellement peu utilisé.

## Histoire
Il est généralement admis que les piles et les brise-lames datent du début de la période sassanide, c'est-à-dire du IIIe siècle. Les arches en briques qui les dominent ont été édifiées par les seldjoukides au XIe siècle.
En 1138, le calife abbasside Ar-Raschid a été assassiné par un chiite sur le pont. Le sanctuaire nommé Chahdzadeh Hosein situé dans le village de Chahrestan pourrait être le tombeau de Ar-Raschid.